# Saint-Christophe (île)
Pour les articles homonymes, voir Île Saint-Christophe (Québec) et Saint-Christophe.
Saint-Christophe, en anglais Saint Kitts, est une île des Petites Antilles qui est la plus grande partie de la fédération qu'elle forme avec Niévès pour constituer l'État de Saint-Christophe-et-Niévès.

## Histoire

### Période pré-coloniale
- Ciboneys,
- Saladoïdes :
- Suazoïdes : Arawaks
- Kalinago (Caraïbe / Karib)
- Lieux de fouille :...
- Pétroglyphes amérindiens

Les Caraïbes appelaient cette île « Liamaiga »,.

### Premiers Européens
Saint-Christophe fut découverte en 1493 par Christophe Colomb lors de son deuxième voyage et il la baptisa en son honneur « San Cristóbal ». Les colons français la nommèrent alors « Saint-Christophe » et les Anglais « Saint-Christopher » ou plus récemment sous le diminutif de « Saint-Kitts ».

### Période coloniale française (1625 à 1713)
Saint-Christophe est le berceau de la colonisation des Antilles par la France et l'Angleterre, voire des Pays-Bas. 
Lorsque le flibustier Pierre Belain d'Esnambuc se voit dans l'obligation de se retirer à Saint-Christophe en 1625, il rencontre sur place une communauté de planteurs huguenots français qui le secourent. 
Ceux-ci partagent l'île avec des Anglais sous la gouverne de Thomas Warner. 
Un traité de partition de l'île est ratifié avant que Belain d'Esnambuc ne retourne en France afin de solliciter l'attention de la monarchie française. 
L'île est donc divisée en trois : les deux extrémités sont françaises alors que la section au milieu est anglaise. 
Pendant l'occupation binationale de l'île, les uns les autres doivent constamment passer d'un quartier à l'autre pour se déplacer puisque le milieu, montagneux et couvert d'une dense forêt tropicale est inaccessible. 
Afin de commercer avec les colons français et anglais qui cultivent le tabac, les Zélandais jettent les bases d'une colonie-entrepôt sur l'île voisine de Saint-Eustache. 
Les Néerlandais monopolisent ainsi le commerce des Antilles françaises jusque dans les années 1660-1670.

### Période coloniale britannique (1713 à 1900)

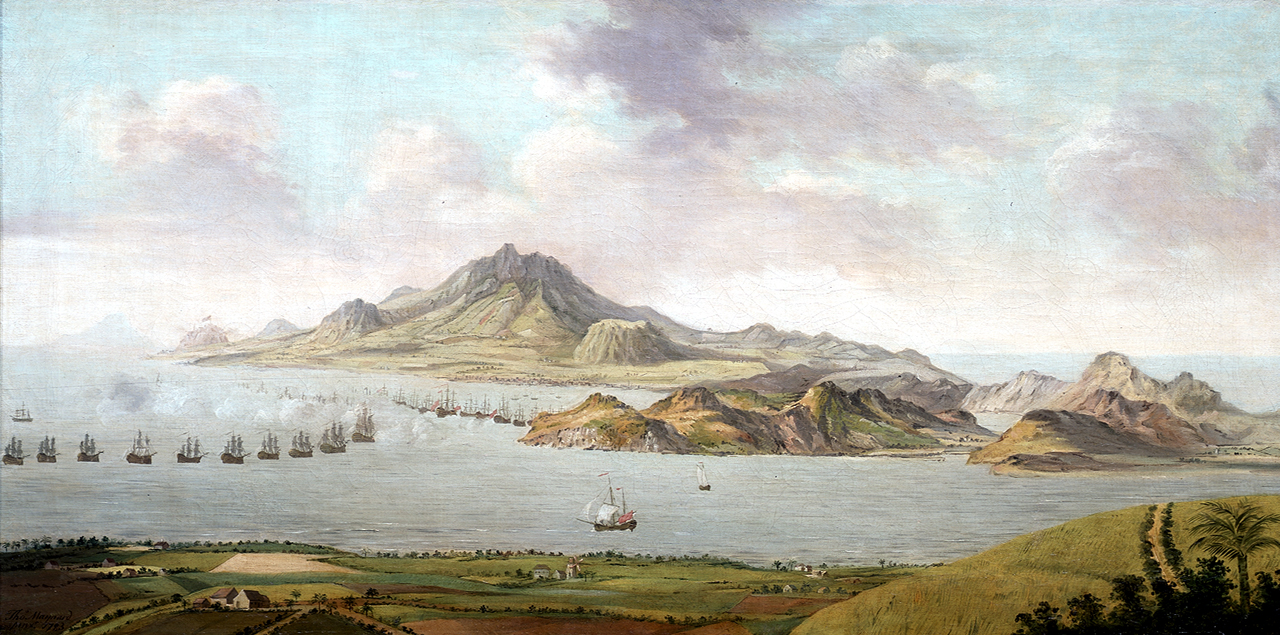
Bataille navale de Saint-Christophe, le 26 janvier 1782. Grasse affronte Hood après avoir mis à terre les troupes du marquis de Bouillé qui s'empare de l'île le 12 février. (Tableau de Thomas Maynard, 1783).

La France cède Saint-Christophe à la Grande-Bretagne par le traité d'Utrecht en 1713 qui met fin à la guerre de Succession d'Espagne. En janvier 1782 l'île est attaquée par les Français. L'escadre de Grasse débarque une forte troupe qui contraint la garnison anglaise à la capitulation malgré une contre-attaque de la Royal Navy.

### Période contemporaine,XXesiècle
- En 1967 les trois îles Saint-Christophe, Niévès et Anguilla forment un État associé à la couronne britannique avec une totale autonomie interne, mais en 1971 Anguilla se rebella et obtint le droit de faire sécession.
- En 1983, Saint-Christophe conjointement avec Nevis obtient l'indépendance et un siège à l'ONU en tant que fédération de Saint-Christophe-et-Niévès.

## Géographie

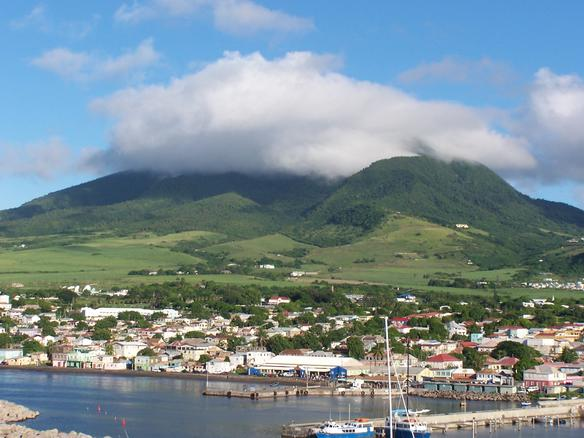
Vue de Basseterre.

- Saint-Christophe se situe dans le nord des Petites Antilles, à 304 km à l'est-sud-est de Porto Rico et est baignée par la mer des Caraïbes. Niévès, toute proche (3,2 km), se trouve au sud-sud-est, tandis que l'île néerlandaise de Saint-Eustache se trouve à 12,8 km au nord-ouest.
- Sa superficie est de 176 km2.

### Topographie
- Relief : L'île est montagneuse, d'origine volcanique et son plus haut sommet est le volcan Liamuiga endormi depuis environ 1800.
- Hydrographie :
- Villes principales : Basseterre, Cayonne, Sadlers, Sandy point town[réf. souhaitée].

### Géologie
- Origine géologique : volcanisme intrusif issu de la seconde ligne de fracture de subduction entre la plaque nord-américaine et la plaque caraïbe.
- Volcanisme : mont Liamuiga endormi depuis environ 1800 mais risque sismique et de tsunamis.
- Roches: Basaltes, diorites,

### Climat
- De type inter-tropical de convergence avec une saison dite « sèche » (décembre à juin) et une saison dite « humide » plus ou moins marquées. L'île subit le passage des cyclones tropicaux atlantiques.

## Faune
La forteresse de Brimstone Hill, la plus puissante des Caraïbes, a valu à Saint-Christophe le titre de « Gibraltar des Antilles ». Mais l'île possède un autre point commun avec le rocher méditerranéen : une importante colonie de singes en liberté. Originaires d'Afrique, ces vervets ou singes verts sont arrivés ici au début de l'esclavage, il y a trois cents ans, embarqués comme « animaux de compagnie » à bord des navires négriers. Profitant des conflits militaires entre Français et Anglais, ils se sont échappés, trouvant refuge dans les montagnes. Longtemps, ils furent cantonnés et chassés pour leur viande puis utilisés pour la recherche scientifique dans les années 1970-1980. Ces pratiques ayant été abandonnées, leur population a explosé pour atteindre quelque 40 000 individus, au grand dam des autorités de l'île. Car s'ils séduisent les touristes, ces primates saccagent aussi les cultures et les nids d'oiseaux.

## Population

Drapeau de Saint-Christophe.

## Ressources, économie
Les ressources de Saint-Christophe proviennent de l'agriculture, surtout la canne à sucre et ses dérivés (sucre, mélasse, rhum). Depuis peu du tourisme, des banques offshore et de casinos virtuels via Internet.

## Visites touristiques
- La forteresse de Brimstone Hill, bâtie en 1690 selon les plans des ingénieurs britanniques avec la main-d'œuvre d'artisans contremaîtres et par des esclaves noirs, est inscrite au patrimoine mondial de l'UNESCO et classée parc national. Ses ruines offrent un splendide panorama sur le nord de Saint-Christophe et les îles voisines. Les casernes de la citadelle sont transformées en musée historique.
- Espaces naturels protégés : forêt et cratère du « Mont Liamuiga » (1 131 mètres) avec ses singes vervets d'Afrique.
- Plages : seize.
- Pétroglyphes amérindiens (Arawaks ou Caribes).
- Curiosité : train à voie étroite (récolte de la canne, tourisme), cinquante kilomètres.
- Le Mémorial Berkeley à Basseterre
- Le Mémorial de la Guerre à Basseterre honore les soldats christophiens morts au combat lors des guerres mondiales.
- La Place de l'Indépendance, à Basseterre
- La Maison du Gouverneur à Basseterre
- La Plantation de Spooners à Cayon
- Le Domaine de Caines à Dieppe Bay Town
- Le Domaine de Bayfords à Basseterre, fondé au début du XVIIIe siècle
- Le Domaine de Buckley à Basseterre, fondé au XVIIIe siècle
- Le Domaine de Douglas à Basseterre, fondé au XVIIe siècle
- Le Domaine de Fountain à Basseterre, fondé au XVIIe siècle
- Le Musée national à Basseterre
- La co-cathédrale de l'Immaculée-Conception à Basseterre
- L'Église morave de Sion, fondée en 1777
- La chapelle Westley, fondée par missionnaires méthodistes au XVIIIe siècle
- L'église Saint-Georges à Basseterre
- La chapelle Saint-Barnabé à Basseterre
- L'église Saint-Thomas à Middle Island

## Risques naturels
- cyclones tropicaux, tremblement de terre, éruption volcanique, raz-de-marée.

## Patrimoine

### Registre international Mémoire du monde
Le programme Mémoire du monde (UNESCO, 1992) a inscrit dans son registre international Mémoire du monde (au 17/01/2016) :
- 2009 : Registres des esclaves des Antilles britanniques 1817-1834 (Bahamas, Belize, Bermuda, Dominique, Jamaïque, St Kitts, Trinité-et-Tobago, Royaume-Uni)[3].